# Pleiocraterium
Pleiocraterium là một chi thực vật có hoa trong họ Thiến thảo (Rubiaceae).

## Loài
Chi Pleiocraterium gồm các loài: